# Congruentiegenerator
Een congruentiegenerator is een algoritme dat pseudotoevalsgetallen genereert, dat wil zeggen getallenrijen die deterministisch worden gegenereerd en dus niet echt willekeurig zijn, maar veel kenmerken van toevalsgetallen hebben. Congruentiegeneratoren zijn de bekendste en meestgebruikte pseudotoevalsgeneratoren.
Een congruentiegenerator wordt bepaald door de volgende parameters:
- het aantal toestandswaarden {\displaystyle n}
- de modulus {\displaystyle m\in \{2,3,4,\ldots \}}
- de multipliers {\displaystyle a_{1},\ldots ,a_{n}\in \left\{0,\ldots ,m-1\right\}}
- de toename {\displaystyle b\in \left\{0,\ldots ,m-1\right\}}

en het algoritme waarmee een nieuw gegenereerd getal gegenereerd wordt voor {\displaystyle i>n} door de recurrente betrekking:
{\displaystyle y_{i}=\sum _{k=1}^{n}a_{k}y_{i-k}+b{\pmod {m}}}.
Daarin zijn {\displaystyle y_{1},\ldots ,y_{n}\in \left\{0,\ldots ,m-1\right\}} de startwaarden.
Reële toevalsgetallen in het interval [0, 1] kunnen verkregen worden als {\displaystyle u_{i}=y_{i}/m}, mits {\displaystyle m} groot genoeg is om een voldoende nauwkeurige onderverdeling te geven.
De toestand van de generator voor de productie van {\displaystyle y_{i}} wordt gegeven door de startwaarden. Deze toestand legt (voor gegeven {\displaystyle n}, {\displaystyle m}, {\displaystyle k}, {\displaystyle b}) alle volgende toevalsgetallen vast, omdat het volgende toevalsgetal en de volgende toestand door de huidige toestand bepaald worden. Er zijn {\displaystyle m^{n}} mogelijke toestanden, en daarom moet er na maximaal {\displaystyle m^{n}} stappen een eerdere toestand herhaald worden. De congruentiegenerator produceert dus een periodieke rij getallen, waarbij de lengte van de periode veel kleiner dan {\displaystyle m^{n}} kan zijn. In extreme gevallen is de lengte 1, en zal de generator altijd hetzelfde "toevalsgetal" geven. Bij het kiezen van de parameters is het dus onder andere van belang om te zorgen voor een periode die lang genoeg is.

## Lineaire congruentie
Als {\displaystyle n=1}, spreekt men van een lineaire-congruentiegenerator. Het algoritme is:
{\displaystyle y_{i}=a\,y_{i-1}+b{\pmod {m}}}.
Is ook nog {\displaystyle b=0}, dus
{\displaystyle y_{i}=a\,y_{i-1}{\pmod {m}}},
dan is er sprake van een multiplicatieve-congruentiegenerator. De multiplicatieve congruentie heet ook Lehmer-congruentie, naar D. H. Lehmer die dit algoritme in 1949 introduceerde.

## Fibonacci-generator
Een Fibonacci-generator is een congruentiegenerator met {\displaystyle n=2}, {\displaystyle b=0} en {\displaystyle a_{1}=a_{2}=1}, en bestaat uit de volgende componenten:
- Modulus {\displaystyle m\in \{2,3,4,\ldots \}}
- Startwaarden {\displaystyle y_{1},y_{2}\in \left\{0,\ldots ,m-1\right\}}

Met de volgende functie worden de pseudowillekeurige getallen gegenereerd: 
{\displaystyle y_{i}\equiv y_{i-1}+y_{i-2}{\pmod {m}}\quad ({\mbox{met }}i\geq 3)}.
Een kenmerk is dat de gevallen {\displaystyle y_{i-1}<y_{i+1}<y_{i}} respectievelijk {\displaystyle y_{i}<y_{i+1}<y_{i-1}} nooit voorkomen. Fibonacci-generatoren zijn dus niet geschikt als pseudotoevalsgenerator. Dit geldt met name voor wiskundige objecten waarvoor de productie van meer dan twee toevalsgetallen nodig is. Als men bijvoorbeeld probeert om een willekeurige wolk van punten in een kubus te genereren, dan zouden alle punten op twee vlakken liggen.

### Vertraagde Fibonacci-generator
Het principe van de Fibonacci-generator kan worden gegeneraliseerd door niet de laatste twee, maar verder terug liggende waarden {\displaystyle y_{i}} te gebruiken om een nieuw toevalsgetal te genereren. Dit resulteert in een vertraagde (Eng. 'lagged') Fibonacci-generator:
{\displaystyle y_{i}\equiv y_{i-B}+y_{i-A}{\pmod {m}}\quad {\mbox{met}}\;A,B\in \mathbb {N} ^{+},\ A>B;\quad i>A}
met de startwaarden {\displaystyle y_{1},\ldots ,y_{A}\in \left\{0,\ldots ,m-1\right\}}.
Dan is {\displaystyle n=A} en {\displaystyle a_{A}=a_{B}=1} en de andere {\displaystyle a_{k}} zijn nul. Hierbij wordt {\displaystyle m} in het algemeen even gekozen en {\displaystyle A} en {\displaystyle B} worden gekozen, zodat de polynoom in {\displaystyle x}: {\displaystyle x^{A}+x^{B}+1} een primitieve polynoom modulo 2 is. De periode van de generator is dan minimaal {\displaystyle 2^{A}-1}.
{\displaystyle x^{A}+x^{B}+1} is een primitieve polynoom modulo 2 dan en slechts dan als {\displaystyle x^{A}+x^{A-B}+1} dat ook is. Zo kan men in plaats van {\displaystyle B} ook altijd {\displaystyle A-B} berekenen.
De volgende tabel geeft enkele waarden voor {\displaystyle A} en {\displaystyle B} die aan deze voorwaarde voldoen:
| A | 2 | 31 | 55 | 73 | 98 | 100 | 135 | 258 | 607 | 3217 | 23209 |
| B | 1 | 13 | 24 | 25 | 27 | 37  | 22  | 83  | 273 | 576  | 9739  |
Deze generator wordt ook gebruikt in de praktijk. Het geeft echter niet altijd volledig willekeurige getallen. Het probleem van de gewone Fibonacci-generator is slechts verschoven; nu komen {\displaystyle y_{i-A}<y_{i}<y_{i-B}} of {\displaystyle y_{i-B}<y_{i}<y_{i-A}} nooit voor. Er zijn zelfs nog meer tekortkomingen.
Als oplossing werd voorgesteld om altijd alleen gebruikmaken van {\displaystyle A} opeenvolgende nummers, en dan de volgende {\displaystyle 4A} tot {\displaystyle 10A} getallen te verwerpen. Dit werkt goed, maar zorgt voor een 5 tot 11 keer hogere computatietijd. De door Donald Knuth voorgestelde generator ranarray werkt op deze manier. Hierbij is {\displaystyle A=100} en {\displaystyle B=37}, en van 1009 opeenvolgende getallen wordt slechts een blok van 100 getallen gebruikt.
Om voor een periode van {\displaystyle 2^{A}-1} te zorgen, is alleen de minst significante bit in de toestandswaarde {\displaystyle y_{i}} van belang, dat wil zeggen, dat het van belang is of de bit even of oneven is. Het is mogelijk om de hogere orde bits naar behoefte te veranderen, om de kwaliteit van de resulterende toevalsgetallen te verbeteren. Bijvoorbeeld:
{\displaystyle y_{i}\equiv y_{i-A}+y_{i-B}+f(y_{i-C}){\pmod {m}};\quad f:\{0,\ldots ,m-1\}\rightarrow \{0,2,4,6,\ldots \},\;C\in \{1,\ldots ,n\}}

### Verdere veralgemening
Men kan de vertraagde Fibonacci-generator verder veralgemenen door meer dan twee toestandswaarden te verwerken:
{\displaystyle y_{i}\equiv \sum _{k\in M}y_{i-k}{\pmod {m}}\quad {\mbox{met}}\quad M\subset \mathbb {N} ^{+}}.
Hier is {\displaystyle n} het grootste element in {\displaystyle M}. Om een periode van ten minste {\displaystyle 2^{n}-1} te garanderen, moet ook hier de bijbehorende polynoom {\displaystyle \sum _{k\in M}x^{k}+1} of equivalent, de polynoom {\displaystyle x^{n}+\sum _{k\in M}x^{n-k}} een primitieve polynoom modulo 2 zijn (met een even modulus {\displaystyle m}). Een generator die zo opgebouwd is met {\displaystyle |M|>2} levert over het algemeen beter toevalsgetallen dan met {\displaystyle |M|=2}, maar ook dit gaat ten koste van de rekentijd.
Met een verdere generalisering kan voor een gegeven {\displaystyle n} de lengte van de periode verhoogd worden en waarschijnlijk ook de kwaliteit van willekeurige getallen verbeterd worden. {\displaystyle p} is een priemfactor van {\displaystyle m}. Voor de rekenregel
{\displaystyle y_{i}\equiv \sum _{k=1}^{n}a_{k}y_{i-k}{\pmod {m}}}
zullen de {\displaystyle a_{k}\in \{0,\ldots ,m-1\}}, met {\displaystyle a_{n}\not \equiv 0{\pmod {p}}}, zodanig worden geselecteerd dat de polynoom in {\displaystyle x}
{\displaystyle x^{n}-\sum _{k=1}^{n}a_{k}x^{n-k}{\pmod {p}}}
een primitieve polynoom modulo {\displaystyle p} is. Dan is de periode ten minste {\displaystyle p^{n}-1}.
De vorige generator vloeit hieruit voort met {\displaystyle p=2} en {\displaystyle a_{k}\in \{0,1\}} als een bijzonder geval, en {\displaystyle n=1;\ p=m} levert een multiplicatieve congruentiegenerator met periode {\displaystyle p-1}.
De polynoom {\displaystyle f(x)=x^{n}-\sum _{k=1}^{n}a_{k}x^{n-k}} is een primitieve polynoom modulo p als 
{\displaystyle r={\frac {p^{n}-1}{p-1}}} en {\displaystyle a=(-1)^{n-1}a_{n}}
voldoen aan:
- {\displaystyle a} is een primitief element modulo {\displaystyle p}
- de polynoom {\displaystyle x^{r}} is congruent aan {\displaystyle a} (modulo {\displaystyle f(x)})
- voor alle priemfactoren {\displaystyle q} van {\displaystyle r} is de graad van de polynoom {\displaystyle x^{r/q}{\pmod {\ }}f(x)} positief.

Hiervoor wordt polynoomrekening gebruikt en er wordt modulo {\displaystyle p} gerekend met de coëfficiënten (het zijn elementen van de quotiëntring {\displaystyle \mathbb {Z} /p\mathbb {Z} }).